# Patrik Niklas-Salminen
Patrik Niklas-Salminen (* 5. März 1997 in Tampere) ist ein finnischer Tennisspieler.

## Karriere
Niklas-Salminen spielte bis 2015 auf der ITF Junior Tour, bei der er an drei der vier Grand-Slam-Turniere teilnahm. In Wimbledon gelang ihm im Einzel der Einzug ins Halbfinale, wo er gegen Mikael Ymer verlor. Seine beste Platzierung ist ein kombinierter 20. Rang.
Bereits 2013 trat er bei Turnieren der Profis an, zunächst auf der drittklassigen ITF Future Tour. Bei seinem zweiten Auftritt auf der höherklassigen ATP Challenger Tour zog er 2015 bei seinem Heimturnier in Tampere mit Harri Heliövaara ins Finale ein. Sie verloren die Partie gegen André Ghem/Tristan Lamasine in zwei Sätzen jeweils im Tie-Break. Ein Jahr später feierte er sein Debüt für die finnische Davis-Cup-Mannschaft in der Partie gegen Dänemark. Mit Jarkko Nieminen verlor er die Doppelpartie. In der Folgezeit spielte Niklas-Salminen vermehrt wieder Turniere der Future Tour, erst 2018 in Tampere stand er wieder in einem Challenger-Halbfinale. Er gewann sieben seiner insgesamt 13 Doppeltitel auf der Future Tour in diesem Jahr und stand zwischenzeitlich in der Weltrangliste im Doppel auf dem 255. Rang, seinem bisherigen Karrierehoch. Im Einzel gewann er seinen bis dato einzigen Titel ebenfalls 2018 und stand kurz vor dem Sprung in die Top 400. In der Saison 2017 und 2018 spielte er für den Suchsdorfer SV in der 2. Tennis-Bundesliga.
Im Frühjahr 2019 gewann er auf der Future Tour zwei weitere Titel im Doppel, bevor ihm im November der erste Titelgewinn auf der Challenger Tour gelang. In Playford City setzte er sich mit Heliövaara im Doppel gegen das topgesetzte Duo Ruben Gonzales und Evan King in drei Sätzen durch. Zwei Wochen später scheiterte er mit Heliövaara im Halbfinale des Turniers in Helsinki an den späteren Turniersiegern Frederik Nielsen und Tim Pütz.

## Erfolge
| Legende (Anzahl der Siege)  |
| Grand Slam                  |
| ATP World Tour Finals       |
| ATP World Tour Masters 1000 |
| ATP World Tour 500          |
| ATP World Tour 250          |
| ATP Challenger Tour (5)     |

### Doppel

#### Turniersiege
| Nr. | Datum            | Turnier       | Belag         | Partner           | Finalgegner                            | Ergebnis          |
| --- | ---------------- | ------------- | ------------- | ----------------- | -------------------------------------- | ----------------- |
| 1.  | 3. November 2019 | Playford City | Hartplatz     | Harri Heliövaara  | Ruben Gonzales Evan King               | 6:4, 6:74, [10:7] |
| 2.  | 26. März 2022    | Lille         | Hartplatz (i) | Viktor Durasovic  | Jonathan Eysseric Quentin Halys        | 7:5, 7:61         |
| 3.  | 15. Oktober 2022 | Ismaning      | Teppich (i)   | Michaël Geerts    | Fabian Fallert Hendrik Jebens          | 7:65, 7:68        |
| 4.  | 18. Februar 2023 | Manama        | Hartplatz     | Bart Stevens      | Ruben Gonzales Fernando Romboli        | 6:3, 6:4          |
| 5.  | 1. Juni 2024     | Vicenza       | Sand          | Wladyslaw Manafow | Andre Begemann Niki Kaliyanda Poonacha | 6:3, 6:4          |

#### Finalteilnahmen
| Nr. | Datum            | Turnier   | Belag         | Partner         | Finalgegner                | Ergebnis |
| --- | ---------------- | --------- | ------------- | --------------- | -------------------------- | -------- |
| 1.  | 11. Februar 2024 | Marseille | Hartplatz (i) | Emil Ruusuvuori | Tomáš Macháč Zhang Zhizhen | 3:6, 4:6 |